# Bazilika Marije Zavetnice s plaščem, Ptujska Gora
Bazilika Marije Zavetnice s plaščem (tudi bazilika Matere Božje ali bazilika Marije Zaščitnice) na Ptujski Gori velja za najlepši slovenski gotski kulturni spomenik in drugo najpomembnejše romarsko središče v državi. Pod platojem s cerkvijo je vaški trg in del ostankov protiturškega tabora. Cerkev leži 14 km stran od Ptuja in 34 km od Maribora, na vrhu griča na 352 m.n.v., lepo vidna daleč naokrog iz celotnega Dravskega polja. 
Okrog cerkve se odpira čudovita razgledna točka na Ptuj, Maribor, celotno Dravsko polje, Pohorje, Haloško gričevje, Boč, Donačko goro, Slovenske gorice in Kamniške Alpe.

## Zgodovina
O začetku in o nastanku Ptujske Gore zgodovina skoraj popolnoma molči. Vendar pa se naj bi ohranila listina, iz katere lahko razberemo, da je papež Bonifacij IX. v zadnjem desetletju 14. stoletja (1398) dovolil Ulriku IV. Walseejskemu postaviti cerkev na Ptujski Gori, po njegovi smrti leta 1400 pa je odgovornost za gradnjo prevzel Bernard III. Ptujski. Pri samem nastanku se je zelo izkazal tudi Herman II. Celjski.
Cerkev naj bi bila dokončana okrog leta 1410. Nekaj desetletij po končanju in opremi cerkve so začeli deželo ogrožati Turki in tako so ljudje postavili obzidje, da bi zavarovali cerkev pred uničenjem.

## Arhitektura
Zunanjščina proti vzhodu obrnjene cerkve se nam kaže kot sklenjena stavbna gmota, iz katere se poganja zanjo prenizek zvonik na zahodni strani. 
Zahodna fasada je danes arhitekturno najmanj dognana in estetsko najmanj učinkovita stran, deluje suhoparno. Nekaj desetletij po nastanku te cerkve se je namreč zrušil prvotni zvonik, ki pa je podrl tudi oboke v zahodnem delu cerkve in bogato zasnovano nadstropno lopo pred glavnim vhodom. Na žalost je niso popravili po prvotnih načrtih, ampak precej pomanjkljivo in tako je nastal današnji izgled cerkve. To naj bi se zgodilo leta 1491, ta letnica je naslikana na srednjem oboku v cerkvi ob zvoniku in se nesporno nanaša na popravilo zahodnega dela stavbe po porušenju. Kakšna je bila prvotna cerkev, si lahko samo predstavljamo. Na novo pozidani osmerokotni zvonik je verjetno precej nižji od prvotnega – v zreli gotiki so bili zvoniki precej višji. Pokrit je s piramidno streho, v času baroka je imela streha čebulasto obliko, pred porušenjem pa je bil verjetno pokrit s kamnom (kartuzijanska cerkev v Jurkloštru).
K fasadi se pravokotno naslanjata 2 močna opornika, med katerima je bil nekdaj v pritličju križnorebrasti obok, nad njim pa še eden v višini pevskega kora. Oba dva opornika sta bila prav tako porušena v 15. stoletju, od njiju sta ostali samo 2 kiparsko okrašeni konzoli v kotih in dva okrogla polstebra na zunanji strani, od zgornjega oboka pa se je ohranila ena figuralna konzola.
V baroku so gotski obok nadomestili z novim, ki pa je s svojo potlačeno obliko razvrednotil dragoceni gotski glavni portal – zato so ga leta 1962 tudi podrli.
Obe stranski fasadi in zlasti bogato razčlenjeno vzhodno stran cerkve so na gosto obstopili oporniki, da bi na mestih obočnega pritiska oprli steno, ki pa je ni bilo veliko zaradi širokih okenskih odprtin. Nizko pri tleh obdaja vso stavbo talni podzidek, okrog oken imamo venčni zidec, ki zajema tudi opornike. Močno zgoščeni oporniki so ob vzhodnih zaključkih cerkve, kar pa ji da skoraj nepregledno slikovitost. Hrbti vitkih opornikov so tu obogateni s fialami (okrasni stolpič gotskih stavb s piramidno streho in križno rožo na vrhu).
Med stopnjevanimi oporniki je stena predrta z 9 metrov visokimi okni. Okna odpirajo steno in ji jemljejo vso zemeljsko težo. Okensko odprtino delijo po širini vitki delilni stebriči v več delov (2, 3, tudi 4), šilasti vrhovi pa so zapolnjeni z bogatim krogovičjem različnih oblik.
To enotno razčlenjeno in gotsko oblikovano stavbo moti na južni strani ob koncu 17. stoletja prizidana baročna kapela sv. Frančiška Ksaverija, ki je bila postavljena v spomin na kugo, ki je razsajala leta 1682 in pomorila več sto ljudi. Včasih je bil na mestu te kapele južni vhod v cerkev, ki ga je pokrivala kiparsko obdelana lopa. Na žalost pa namesto portala, ki je, kakor pravijo strokovnjaki, v timpanonu zagotovo imel kakšen relief, gledamo baročno kapelo, ki pa je vsekakor lahko v ponos svojemu arhitektu.
Na severni strani se na cerkev naslanja zakristija. Drugače severna stran ni predrta z okni – zaradi neprijaznega vremena in zimskih viharjev. V severni steni se je tudi ohranil gotski portal, ki ga venčni zidec uokvirja v pravokotnih zalomih. Ob straneh sta ga obstopila vitka stebriča, ki se nad kapiteloma dvigujeta v tanki fiali, med seboj povezani z usločenim lokom in križno rožo na vrhu.
Preprosti nadstropni vhod desno od vrat visoko v steni pa je nekdaj omogočal dostop do zahodne empore, ki še ni bila uporabljena za pevski kor. 
Glavni portal ima šilasto obliko, umetelno izklesani steber na sredini, ki ga deli na 2 dela. Ko pridemo pri glavnem vhodu v cerkev, se najprej znajdemo v temačnem in nizkem prostoru pod zvonikom. Na vsako stran se ta prostor odpira skozi šilasta loka še v podobna prostora pod pevskim korom in vsi trije so v isti višini obokani s tremi križnimi rebrastimi oboki. Iz mračnega podkorja se slikovito odpira svetel cerkveni prostor in to skozi tri razmeroma ozke šilaste odprtine. Skozi srednjo, najožjo odprtino, vidimo vzdolžno os cerkve, ki se razprostira proti oltarju, stranska loka pa nam odpirata še bolj slikovit in mikavnejši prostor. Marijan Zadnikar je zapisal: »Kakšen prostor! Kot bi ga zasnoval ali skoraj izsanjal tenkočuten in ustvarjalen pesnik, ko mu je duša nenadoma kar sama zapela eno tistih visokih pesmi, ki se v življenju ne ponove nikoli več.«
Cerkev je triladijska, ladje pa niso posebej razdeljene, razdelitev nakazujejo vitki snopasti stebri. To pa zato, ker je ta cerkev romarska cerkev in so se v njej po potrebi odvijale tudi procesije. Srednja ladja je širša od stranskih dveh, zato je tudi njen oltarni zaključek globlji od oltarnih prostorov stranskih ladij. Arhitekt je arkadne loke dvignil skoraj do temena in s tem ladje prostorsko povezal med seboj. Zanimivo je, da skoraj ni možno opaziti: srednja ladja je za spoznanje višja od stranskih ladij in tako ne moremo govoriti o dvoranskem tipu cerkve, ampak o prostorsko stopnjevani cerkvi. Tudi oboki ladij niso vsi enako zasnovani. V stranskih ladjah so enostavni križno rebrasti oboki, v srednji ladji pa se dvojni mrežasti preplet reber na vzhodu zlije v osmerokrako zvezdo nad mnogokotnim zaključkom. Na stičiščih reber manjkajo sklepniki. Arhitekt je sklepnike opustil, je pa zato grbe obesil na teme glavne ladje sredi rombastih polj med rebri.

## Bazilika
V letu 2009 je v cerkvi potekala obnova in restavratorska dela z namenom priprave na razglasitev cerkve za baziliko. Obnova je sprožila tudi nekaj polemik. Papež Benedikt XVI. je ptujskogorsko cerkev za baziliko razglasil 8. decembra 2009. 16. maja 2010 je potekala slovesna razglasitev, ki je bila vrhunec praznovanja, saj je cerkev istočasno obhajala tudi svojo 600-letnico.
- Freske ob vhodu
- Notranji vhod
- Glavna ladja
- Baročna prižnica
- Kipec Matere Božje
- Glavni oltar